# Балицкая, Данута
Дану́та Балицкая-Сатановская (пол. Danuta Balicka-Satanowska) (6 октября 1932 — 12 марта 2020) — польская актриса театра, кино и телевидения.

## Биография
Данута Балицкая родилась в Калуше. Дебютировала в театре в 1952, актёрский экзамен сдала экстерном в 1954 г. Актриса театров в Щецине, Гнезне, Быдгоще, Познани, Кракове и Вроцлаве. Выступала в спектаклях «театра телевидения» с 1964 г.

## Избранная фильмография
- 1964 — Поздно после полудня / Późne popołudnie
- 1978 — Без наркоза / Bez znieczulenia
- 1981 — Одинокая женщина / Kobieta samotna
- 1986 — Гон / Rykowisko
- 1986 — Отсрочка / W zawieszeniu
- 1987 — Дом Сары / Dom Sary
- 2000 — Без жалости / Nie ma zmiłuj

## Признание
- 2002 — Золотой Крест Заслуги.
- 2005 — Серебряная медаль «За заслуги в культуре Gloria Artis».